# Journal of Inverse and Ill-Posed Problems
Journal of Inverse and Ill-Posed Problems is een internationaal, aan collegiale toetsing onderworpen wetenschappelijk tijdschrift op het gebied van de wiskunde, met name de zogeheten inverse en ill-posed problemen, dat wil zeggen problemen waar geen unieke oplossing voor bestaat. De naam van het tijdschrift wordt in literatuurverwijzingen meestal afgekort tot J. Inverse Ill-Pose. P.
Het wordt uitgegeven door Walter de Gruyter en verschijnt 5 keer per jaar.